# فاسيلي إغومنوف
فاسيلي إغومنوف هو لاعب كرة قدم روسي في مركز الدفاع، ولد في 27 مايو 1987. لعب مع FC Chernomorets Novorossiysk ‏.

## وصلات خارجية
- فاسيلي إغومنوف على موقع Soccerway.com (الإنجليزية)